# Marano di Napoli
Marano di Napoli – miejscowość i gmina we Włoszech, w regionie Kampania, w prowincji Neapol.
Według danych na rok 2004 gminę zamieszkiwało 49 128 osób, 3275,2 os./km².